# بيل بيلي (متركمج)
بيل بيلي (بالإنجليزية: Bill Bailey)‏ هو متركمج بريطاني، ولد في 27 سبتمبر 1933، وتوفي في 28 أبريل 2009.